# Látrány
Látrány là một thị trấn thuộc hạt Somogy, Hungary. Thị trấn này có diện tích 22,31 km², dân số năm 2010 là 1356 người, mật độ 61 người/km².